# José María Moscoso de Altamira
José María Moscoso de Altamira y Quiroga, I conte di Fontao (Mondoñedo, 25 maggio 1788 – Madrid, 1º marzo 1854), è stato un politico spagnolo.

## Biografia
Era il figlio del colonnello José María Moscoso, e di sua moglie, doña María del Carmen Quiroga, nipote del Marchese di San Saturnino.
Studiò all'Accademia Reale di Segovia, insieme al fratello Joaquin, che morì nel 1811 nella battaglia di Albuera.

## Carriera
Allo scoppio della guerra d'indipendenza spagnola nel 1808, è stato nominato rappresentante della nobiltà di Lugo al Congresso di La Coruña e successivamente divenne comandante nel reggimento delle milizie di Mondoñedo, ma dovette abbandonarla e fuggì a Ferrol. Il 22 marzo 1812, è stato eletto come consigliere comunale di Mondoñedo, e il 1º settembre 1814, ne divenne il sindaco. Poco dopo si trasferì a Ferrol, dove è stato nominato nel 1820, il suo primo sindaco costituzionale.
Il 22 maggio 1820 è stato eletto deputato. Attivo nelle discussioni parlamentari è stato eletto Vice Presidente il 9 ottobre 1820 e il Presidente del Congresso dei deputati il 1º giugno 1821. Il 28 febbraio 1822 è stato nominato Ministro degli Interni nel governo di Francisco Martínez de la Rosa. Poco dopo è stato arrestato in Galizia. Con la restaurazione della monarchia assoluta nel 1823 il re Ferdinando VII lo mandò in esilio a Lugo. Nel mese di ottobre è stato nuovamente arrestato a Lugo per il suo ruolo nella rivolta del 1820, ma venne assolto.
Nel 1837 venne nominato primo Presidente del Senato della Spagna, carica che mantenne fino al 1845, e senatore a vita dal 24 agosto 1845 .
L'8 gennaio 1840 venne nominato Conte di Fontao.

## Matrimonio
Sposò, il 1º maggio 1817, María Antonia Taboada, signora di Bendoiro. Ebbero una figlia:
- Sofía Moscoso de Altamira (1818-1869), sposò José Moreno Sopranís Daoiz, ebbero due figli.